# Liberty Records
Liberty Records was een Amerikaans platenlabel.

## De beginjaren
Liberty Records werd in 1955 opgericht door de 40-jarige Simon Waronker in Hollywood, nadat hij voorheen had gewerkt voor de 20th Century Fox als dik betaalde filmmuzikant. Zijn nog altijd Century Fox-collega Lionel Newman was ook de eerste artiest, die door Liberty Records op een single werd gepubliceerd. Deze plaat maakte het begin van de zo genoemde 55000er serie voor singlepublicaties, die werden uitgegeven tot 1967. De 56000er serie kwam er direct achteraan en liep in 1970 met het nummer 56218 uit (Sugarloaf: Tongue In Cheek/Woman). De eerste ster bij Liberty Records was de Californische zangeres Julie London, die nog tijdens het eerste firmajaar Liberty Records voor de eerste keer in de Amerikaanse hitlijst bracht met de song Cry Me a River (9e plaats). De eerste nummer 1-hit had David Seville met Witch Doctor (april 1958). In totaal bracht Liberty Records zes nummer 1-hits in de hitlijst, waarvan de laatste This Diamond Ring (1965) van Gary Lewis & the Playboys. Hij was de succesvolste artiest bij Liberty Records. Naast zijn nummer 1-hit kon hij zich met nog zes verdere nummers in de top 10 plaatsen. Tussen 1959 en 1970 publiceerde Bobby Vee 44 singles en is daarmee de meest productieve zanger. In de 56000er serie publiceerde Liberty Records ook opnamen in de Verenigde Staten met Europese vertolkers, zoals Gilbert Bécaud, Kiki Dee, Katja Ebstein en Suzanne Doucet.
Eveneens in 1955 begon Liberty Records met de uitgifte van lp's. In juli 1955 kwam de instrumentale lp Mucho Cha Cha Cha uit van het Don Swan Orchestra. Aan het eind van 1955 verscheen de eerste vocale lp Julie Is Her Name van Julie London met een 2e plaats in de lp-hitlijst. In mei 1959 bereikte voor de eerste keer een Liberty-lp de toppositie met Exotica van Martin Denny. In het midden van 1958 startte Liberty Records met zijn 7000er serie, die alleen was voorbehouden aan stereoplaten, maar ook voor nieuwe edities van vroegere monoplaten. De laatste mono-lp Gary Lewis Now! van Gary Lewis & the Playboys verscheen in 1968. Tot deze tijd was Liberty Records ermee begonnen om parallel tot de mono-edities ook stereoversies te publiceren.
In 1960 startte Liberty Records zijn Premier Serie met de cataloognummers van de series 13000 voor mono en 14000 voor stereo. In de lp-hitlijst kregen deze platen echter weinig aandacht, alleen 50 Guitars Go South Of The Border van Tommy Garrett kon zich op de 36e plaats onder de top 40 plaatsen.

## Nieuwe eigenaars
Toen in 1963 bij Liberty Records, ondertussen gevestigd in Los Angeles, de successen stagneerden en firmabaas Waronker erg ziek werd, leidde vicepresident Al Bennett de verkoop aan de elektronicafirma Avnet in, die het label wilde overnemen voor 12 miljoen dollar. Ook onder Avnet behaalde het label geen successen en kwam ook in de rode cijfers. Daarop annuleerde Avnet de verkoop en vertrouwde Bennett het label toe, samen met de sublabels Imperial Records, Dolton, Aladdin Records en Minit voor 8 miljoen dollar. In 1966 voegde het label het nieuwe sublabel Sunset toe. Twee jaar later werd Liberty Records voor 38 miljoen dollar verkocht aan het verzekeringsconcern Transamerica Corporation, die het label verenigde met het al in zijn bezit zijnde label United Artists Records. Onder de nieuwe eigenaar beleefde Liberty Records een snel verval. Al Bennett werd ontslagen, de sterren Bobby Vee, Gary Lewis en Jan & Dean werden verwaarloosd en de sublabels werden afgestoten. De nieuw gecontracteerde artiesten als Canned Heat, Ike & Tina Turner en Bobby Womack hadden slechts matige successen. Er werden geen nieuwe platen meer gepubliceerd onder het label Liberty Records, alle artiesten werden overgenomen door United Artists. In februari 1979 verkreeg het Britse label EMI Music United Artists samen met alle Liberty-mastertapes en liet de labelnaam Liberty Records voor enige tijd weer opleven. Van 1980 tot 1984 gebruikte EMI Records de naam Liberty Records voor zijn country-publicaties, onder andere met Kenny Rogers en Dottie West. In 1992 richtte EMI Records in Nashville een nieuwe subfirma op, waarvoor ze de naam Liberty Records weer gebruikte. In 1955 werd het label definitief ontbonden.

## Liberty Records in Duitsland
Tot 1961 werden Liberty-opnamen van het Britse label London Records/Decca Records in Duitsland op de markt gebracht. Vanaf 1962 steeg Liberty Records zelf in de Duitse markt en publiceerde talrijke producties. Daaronder waren ook de meeste titels uit de Amerikaanse top 10. Meermaals weken A- en B-kant af van de Amerikaanse originelen. In de loop van het jaar 1967 werden nieuwe catalogusnummers ingevoerd en voor de eerste keer platen met Duitse titels op de markt gebracht. Tot de eerste Duitse producties behoorde de single All die Worte/Sag nur auf Wiedersehen van Vic Dana. Aansluitend verschenen singles met Suzanne Doucet en in 1969 werd Katja Ebstein onder contract genomen. Het waren de enige Duitse nummers, die zich konden plaatsen in de top 50. Nadat Liberty Records in 1970 de activiteiten op de Amerikaanse markt had stopgezet, verdween het label ook in Duitsland.

## Nummer 1-singles in de Billboard Hot 100
- 1958: Witch Doctor: David Seville
- 1958: The Chipmunk Song: The Chipmunks
- 1959: Come Softly To Me: The Fleetwoods
- 1961: Take Good Care Of My Baby: Bobby Vee
- 1963: Surf City: Jan and Dean
- 1965: This Diamond Ring: Gary Lewis & the Playboys

## Verdere Liberty-Singles in de Billboard Top 10
- 1955: Cry Me A River: Julie London
- 1956: Tonight You Belong To Me: Patience & Prudence
- 1957: I'm Available: Margie Rayburn
- 1958: Summertime Blues: Eddie Cochran
- 1959: Alvin's Harmonica: The Chipmunks
- 1960: You're Sixteen: Johnny Burnette
- 1960: Devil Or Angel: Bobby Vee
- 1960: Rubber Ball: Bobby Vee
- 1961: A Hundred Pounds Of Clay: Gene McDaniels
- 1961: Hurt: Timi Yuro
- 1961: The Mountain's High: Dick & Dee Dee
- 1961: This Time: Troy Shondell
- 1961: Tower Of Strength: Gene McDaniels
- 1961: Run To Him: Bobby Vee
- 1962: Chip Chip: Gene McDaniels
- 1962: Old Rivers: Walter Brennan
- 1962: The Night Has A Thousand Eyes: Bobby Vee
- 1963: Drag City: Jan & Dean
- 1963: Dead Man's Curve: Jan & Dean
- 1964: The Little Old Lady From Pasadena: Jan & Dean
- 1964: This Diamond Ring: Gary Lewis
- 1965: Count Me In: Gary Lewis
- 1965: Save Your Heart For Me: Gary Lewis
- 1965: Everybody Loves A Clown: Gary Lewis
- 1965: She's Just My Style: Gary Lewis
- 1966: Sure Gonna Miss Her: Gary Lewis
- 1966: Green Grass: Gary Lewis
- 1967: Come Back When You Grow Up: Bobby Vee
- 1969: Hawaii Five-O: The Ventures
- 1970: Green-Eyed Lady: Sugarloaf
- 1971: Proud Mary: Ike & Tina Turner

## Liberty Records in de Duitse top 50
- 1966: Cher - Bang Bang
- 1967: Brenton Wood - Gimme Little Sign
- 1968: Eddie Cochran - Summertime Blues
- 1968: Canned Heat - On The Road Again
- 1969: The Bonzo Dog Band - I'm The Urban Spaceman
- 1969: Canned Heat - Going Up The Country
- 1969: The Fifth Dimension - Aquarius
- 1969: Fifth Dimension - Sunshine of Your Love
- 1969: J.J. Light - Heya
- 1970: Canned Heat - Let's Work Together
- 1970: Katja Ebstein - Wunder gibt es immer wieder
- 1970: Canned Heat - Sugar Bee
- 1970: Katja Ebstein - Und wenn ein neuer Tag erwacht
- 1971: Ike & Tina Turner - Proud Mary
- 1971: Katja Ebstein - Diese Welt